# Chelonus nikolskajae
Chelonus nikolskajae är en stekelart som först beskrevs av Vladimir Ivanovich Tobias 2002.  Chelonus nikolskajae ingår i släktet Chelonus och familjen bracksteklar. Inga underarter finns listade i Catalogue of Life.